# Temelucha indica
Temelucha indica är en stekelart som först beskrevs av Szepligeti 1906.  Temelucha indica ingår i släktet Temelucha och familjen brokparasitsteklar. Inga underarter finns listade i Catalogue of Life.